# Leandro Euzébio
Leandro Euzébio (sinh ngày 18 tháng 8 năm 1981) là một cầu thủ bóng đá người Brasil.

## Sự nghiệp câu lạc bộ
Leandro Euzébio đã từng chơi cho Omiya Ardija.

## Thống kê câu lạc bộ

### J.League
| Đội          | Năm       | J.League | J.League | J.League Cup | J.League Cup | Tổng cộng | Tổng cộng |
| Đội          | Năm       | Trận     | Bàn      | Trận         | Bàn          | Trận      | Bàn       |
| ------------ | --------- | -------- | -------- | ------------ | ------------ | --------- | --------- |
| Omiya Ardija | 2007      | 28       | 1        | 2            | 0            | 30        | 1         |
| Omiya Ardija | 2008      | 30       | 2        | 4            | 0            | 34        | 2         |
| Tổng cộng    | Tổng cộng | 58       | 3        | 6            | 0            | 64        | 3         |